# Anești, Cetatea Albă
Anești, întâlnit și sub forma Furatu (în ucraineană Фуратівка, transliterat: Furativka) este un sat în comuna Păuleni din raionul Cetatea Albă, regiunea Odesa, Ucraina. Are 234 locuitori, preponderent români.
Satul este situat la o altitudine de 78 m, în partea nord-vestică a raionului Sărata, la mică distanță de frontiera dintre Ucraina și Republica Moldova.
Până în anul 1947 satul a purtat denumirea oficială de Anești, în acel an el fiind redenumit Furatîvka.

## Istoric
Prin Tratatul de pace de la București, semnat pe 16/28 mai 1812, între Imperiul Rus și Imperiul Otoman, la încheierea războiului ruso-turc din 1806 – 1812, Rusia a ocupat teritoriul de est al Moldovei dintre Prut și Nistru, pe care l-a alăturat Ținutului Hotin și Basarabiei/Bugeacului luate de la turci, denumind ansamblul Basarabia (în 1813) și transformându-l într-o gubernie împărțită în zece ținuturi (Hotin, Soroca, Bălți, Orhei, Lăpușna, Tighina, Cahul, Bolgrad, Chilia și Cetatea Albă, capitala guberniei fiind stabilită la Chișinău).
Satul Furatu a fost înființat în anul 1908 de către țărani moldoveni. După Unirea Basarabiei cu România la 27 martie 1918, satul Anești a făcut parte din componența României, în Plasa Volintiri a județului Cetatea Albă.
Ca urmare a Pactului Ribbentrop-Molotov (1939), Basarabia, Bucovina de Nord și Ținutul Herța au fost anexate de către URSS la 28 iunie 1940. După ce Basarabia a fost ocupată de sovietici, Stalin a dezmembrat-o în trei părți. Astfel, la 2 august 1940, a fost înființată RSS Moldovenească, iar părțile de sud (județele românești Cetatea Albă și Ismail) și de nord (județul Hotin) ale Basarabiei, precum și nordul Bucovinei și Ținutul Herța au fost alipite RSS Ucrainene. La 7 august 1940, a fost creată regiunea Ismail, formată din teritoriile aflate în sudul Basarabiei și care au fost alipite RSS Ucrainene .
În perioada 1941-1944, toate teritoriile anexate anterior de URSS au reintrat în componența României. Apoi, cele trei teritorii au fost reocupate de către URSS în anul 1944 și integrate în componența RSS Ucrainene, conform organizării teritoriale făcute de Stalin după anexarea din 1940, când Basarabia a fost ruptă în trei părți.
În anul 1947, autoritățile sovietice au schimbat denumirea oficială a satului din cea de Anești în cea de Furatîvka. În anul 1954, Regiunea Ismail a fost desființată, iar localitățile componente au fost incluse în Regiunea Odesa.
Începând din anul 1991, satul Anești face parte din raionul Sărata al regiunii Odesa din cadrul Ucrainei independente. În prezent, satul are 234 locuitori, preponderent români.

## Cultura
Școala din satul Anești are ca limbă de predare limba română.
Biserica din sat a fost împărțită de autoritățile sovietice printr-un zid de piatră în două: în pronaos și o parte din naos a fost amenajat un depozit, iar în altar și în restul naosului funcționează un bar-discotecă .

## Demografie
Componența lingvistică a localității Anești
     Română (97,44%)
     Bulgară (1,28%)
     Alte limbi (1,28%)
Conform recensământului din 2001, majoritatea populației localității Anești era vorbitoare de română (97,44%), existând în minoritate și vorbitori de bulgară (1,28%).
2001: 234 (recensământ)